# Aeroport de Bafatá
L'Aeroport de Bafatá (en portuguès: Aeroporto de Bafatá) (ICAO: GGBF) és un aeroport que serveix a la localitat de Bafatá que es localitza en plena àrea central del país africà de Guinea Bissau.
L'aeroport de Batafá no posseeix codi IATA i va ser construït a una altura de 165 peus o 50 metres sobre el nivell mitjà del mar. La seva única pista no pavimentada va ser designada com 08/26 i posseeix un llarg de 3.600 peus o, cosa que és equivalent, 1.098 metres. Pot ser usada com a part de l'Avinguda Brasil i permet la circulació o el trànsit de vehicles.